# Гуэрра, Леарко
Леа́рко Гуэ́рра (итал. Learco Guerra; 14 октября 1902, Баньоло-Сан-Вито — 7 февраля 1963, Милан) — итальянский шоссейный велогонщик, победитель Джиро д’Италия, чемпион мира, пятикратный чемпион Италии.

## Биография
В юности Гуэрра занимался футболом, но в 26-летнем возрасте принял решение заниматься велосипедным спортом.
В 1930 году он выиграл чемпионат Италии, положив начало череде из пяти подряд побед на национальных первенствах. В том же году стал вторым на Тур де Франс. Спустя год Гэурра выиграл четыре этапа Джиро, на которой он стал четвёртым и выиграл чемпионат мира, который проходил в Копенгагене.
В 1933 году Гуэрра вновь стал вторым на Туре и выиграл Милан — Сан-Ремо. 1934 год стал для него самым успешным — он выиграл 10 этапов Джиро и общий зачет, а осенье завоевал серебряную медаль чемпионата мира в Лейпциге. В этом году Гуэрра установил рекорд по количеству побед за один год, который был побит лишь в 1970-х годах.
После завершения карьеры работал тренером и спортивным функционером. Среди его воспитанников такие гонщика как Хьюго Кобле и Шарли Голь.
Умер в Милане в 1963 году в результате болезни Паркинсона.

## Достижения
1929
Coppa Diamante
Roncoferraro
Vignola-Modena
1930
Circuito Monte Berici
Coppa Caivano
Джиро д’Италия:
9-е место
3 этапа
 Чемпионат Италии
Тур де Франс:
2-е место
3 этапа
Predappio-Roma
1931
Coppa de la Victoria
Джироо д’Италия:
4 этапа
 Чемпионат мира
 Чемпионат Италии
1932
Джироо д’Италия:
4-е место
6 этапов
Giro di Campania
Джиро ди Тоскана
 Чемпионат Италии
Predappio-Roma
1933
Circuito Belfiore
Джироо д’Италия:
3 этапа
Милан – Сан-Ремо
 Чемпионат Италии
Тур де Франс:
2-е место
4 этапа
1934
Джиро д'Италия:
 Победитель
10 этапов
Гран Пьемонте
Lugano
Милан — Модена
 Чемпионат Италии
Pavia
Джиро ди Кампания
Azencriterium Milano
GP Valle Scrivia
Рим — Неаполь — Рим
Джиро ди Ломбардия
Giro della provincia Milano
1935
Джироо д’Италия:
4-е место
5 этапов
Giro della Romagna
Six days of Antwerp
Джиро ди Кампания
Милан — Модена
Giro della Provincia Milano
1936
Giro della Provincia Milano
1937
Circuito Cuneo
Джироо д’Италия:
1 этап
Lugano
Milano
1940
Circuito de Casalecchio di Reno

## Выступления на супермногодневках
| Гонка          | 1930 | 1931 | 1932 | 1933 | 1934 | 1935 | 1936 | 1937 |
| -------------- | ---- | ---- | ---- | ---- | ---- | ---- | ---- | ---- |
| Джиро д’Италия | -    | -    | 4    | Сход | 1    | Сход | Сход | Сход |
| Тур де Франс   | 2    | -    | Сход | 2    | -    | -    | -    | -    |